# SSC 투아타라
SSC 투아타라(영어: SSC Tuatara)는 SSC 노스아메리카의 스포츠카로 SSC 얼티밋 에어로의 후속 차량으로 2011년 컨셉트형 차량 모델이 공개되었고, 2018년에 양산형 모델이 최초로 발표되었다. 2020년 2월에 필라델피아 모터쇼에서 최초로 공개되었다. 엔진의 경우 V8형 엔진이 탑재되었고 7단 수동 및 자동 변속기 선택이 가능하다.

## 모델
2021년 5월, SSC 노스아메리카는 다음과 같은 세부 모델이 발표되었다.

### SSC 투아타라 스트라이커
기존 SSC 투아타라 양산형 모델의 도로와 트랙에서 높은 성능을 발휘하기 위한 모델로 양산형 모델과 다른 점은 에어로 다이나믹 특성으로 프런트 스플리터, 사이드 스커트, 리어윙을 새로 설계했다.

### SSC 투아타라 어그레서
기존 SSC 투아타라 스트라이커 모델과 달리 트랙 전용 차량으로 에어로 파츠가 도입되었고 엔진이 상향된 것이 특징으로 향후 10대가 생산될 예정이다.

## 세부 사항
|              | SSC 투아타라                        | SSC 투아타라 스트라이커             | SSC 투아타라 어그레서 |
| ------------ | ----------------------------------- | ----------------------------------- | --------------------- |
| 생산         | 100대                               | 100대                               | 10대                  |
| 엔진         | 5.0L V8, 트윈터보                   | 5.0L V8, 트윈터보                   | 5.0L V8, 트윈터보     |
| 자동변속기   | CIMA 7단 수동변속기                 | CIMA 7단 수동변속기                 | CIMA 7단 수동변속기   |
| 출력 (마력)  | 1,350 HP (91 옥탄) / 1,750 HP (E85) | 1,350 HP (91 옥탄) / 1,750 HP (E85) | 2,200 HP (옵션)       |
| 공기 역학    | 0.279 CD                            | 1,100 파운드 다운포스               | 1,100 파운드 다운포스 |
| 0 ~ 60 mph   | 2.5초                               | TBA                                 | TBA                   |
| 60 ~ 120 mph | 2.5초                               | TBA                                 | TBA                   |

## 비디오 게임에서의 등장
- 아스팔트 8: 에어본 - 컨셉트형
- 아스팔트 9: 레전드 - 양산형